# Teiwa
Pour les articles homonymes, voir Tewa.
Le teiwa, ou tewa, est une langue papoue parlée en Indonésie par environ 4 000 locuteurs dans le nord-ouest de l’île Pantar, située dans l’archipel des petites îles de la Sonde. C’est une langue en danger, étant donné que les enfants apprennent rarement la langue, leurs parents préférant leur parler en indonésien.
Le nom bahasa Teiwa employé en indonésien pour désigner cette langue provient de tei wa’ qui signifie « feuille d’arbre » ; le nom bahasa Lebang est aussi utilisé (Lebang étant le principal village où cette langue est parlée). Les locuteurs eux-mêmes appellent généralement leur langue pi-tarau, soit simplement « notre langue ».

## Prononciation
Les conventions orthographiques employées pour écrire le teiwa sont présentées dans les tableaux ci-dessous à côté des phonèmes correspondants.

### Consonnes
Le teiwa a vingt consonnes, dont une fricative pharyngale inhabituelle dans les langues de la région.
|            | Bilabiales    | Labio-dentale | Alvéolaires   | Palatale | Vélaires      | Uvulaire | Pharyngale | Glottales |
| ---------- | ------------- | ------------- | ------------- | -------- | ------------- | -------- | ---------- | --------- |
| Occlusives | /p/ p • /b/ b |               | /t/ t • /d/ d |          | /k/ k • /ɡ/ g | /q/ q    |            | /ʔ/ ’     |
| Nasales    | /m/ m         |               | /n/ n         |          | /ŋ/ ng        |          |            |           |
| Fricatives | /ɸ/ f         | /v/ v         | /s/ s         |          |               |          | /ħ/ x      | /h/ h     |
| Spirantes  | /w/ w         |               |               | /j/ y    |               |          |            |           |
| Roulée     |               |               | /r/ r         |          |               |          |            |           |
| Latérale   |               |               | /l/ l         |          |               |          |            |           |

Les deux fricatives /v/ et /ɸ/ sont rares. /v/ a les allophones [v] et [f] ; /ɸ/ peut être prononcé [ɸ] ou [p]. Les occlusives ne sont pas relâchées en fin de mot, comme dans bak [bɑk̚] (« bac, cuve », emprunté au néerlandais via l’indonésien).
Les nasales s’assimilent quand elles sont suivies d’une occlusive et elles disparaissent quand elles sont suivies d’une liquide.

### Voyelles
Le teiwa a huit voyelles phonémiques : six courtes et deux longues.
|          | Antérieures     | Centrale | Postérieures    |
| -------- | --------------- | -------- | --------------- |
| Fermées  | /i/ i • /iː/ ii |          | /u/ u • /uː/ uu |
| Moyennes | /ɛ/ e           |          | /ɔ/ o           |
| Ouvertes | /a/ aa          | /ɑ/ a    |                 |

/a/ peut être prononcé court ou long, mais il n’est pas traité comme une voyelle longue, bien qu’orthographié aa pour le distinguer de /ɑ/ ; la différence entre ces deux voyelles est une différence de timbre.
Quand elles suivent /ħ/ et sont accentuées, les voyelles /ɑ/, /u/ et /ɔ/ arrondies et centralisées (et allongée pour /ɔ/) pour devenir respectivement [ɜ], [ɨ] et [ʌː].